# 近代化
近代化（きんだいか）またはモダナイゼーションとは、封建的なものを排除して物事を科学化・合理化していくことであり、具体的には産業化・資本主義化・民主化などがある。「近代」は一般的には、封建的時代より後の資本主義社会・市民社会の時代。

## 近代化論
近代化論とは、1950年代から1960年代にかけて、次々に独立を遂げていった旧植民地の国々をいかに近代化させ、欧米的な意味での国民国家形成をいかに実現していくのかを論じた学問分野で、開発経済学と近接ないし重複する領域である。それは、単に経済成長のモデルではなく、政治、社会、文化、心理など人間生活のあらゆる側面において、近代化とは何か、そしてそれはいかに達成できるのかを明らかにしようとした一連の研究であった。
近代化論は、日本にも多大な影響を与えながら、特にアメリカ合衆国においては、学問と現実政治のはざまで揺れ続け、その後の社会科学の諸思潮にも長い間強い影響をおよぼした。
アメリカにおいて近代化論がそれほどまでに影響力を持った背景には、冷戦という当時の時代状況があった。つまり、開発途上国に対するソビエト連邦の影響力を最小限に食い止め、欧米的な国家を作り上げていくことこそが、近代化論の最も重要な使命とされたのである。
アメリカ合衆国においては、それゆえ近代化論は国家的なイデオロギー、さらにはアイデンティティとしての性格を持っていた。しかし、1970年代に入ると、近代化論は急速にその影響力を低下させ、精彩を欠くようになる。開発途上国の経済発展が一向に進まず、貧困が減らないことに悲観論が現れ、ベトナム戦争の敗北と、そこに見られた反米ナショナリズムの強さから、これまでの開発戦略が途上国の歴史的経験や伝統文化、経済の現状から乖離していることへの見直しが始まった。また、公民権運動に代表されるマイノリティの異議申し立てがアメリカのみならず先進各国で現れた。この時代、国際従属理論や文化帝国主義論が近代化論に代わって一世を風靡した。
一方で日本の経済成長や、それにならった韓国、台湾、シンガポール、香港の新興工業経済地域（NIES）の経済発展は近代化の概念を揺さぶった。プロテスタントの倫理や白人優越主義はもはや誰の目にも成り立たなくなり、NIES諸国で広くみられた開発独裁は、民主化を与件としてきた近代化論への再考をせまるものであった。しかし、特にアメリカは一種の人工国家という側面から、自国のアイデンティティの一部をかたちづくっている。アメリカにおける近代化論は、それゆえ何度も論理が組み替えられ、歴史叙述における強国論や覇権の盛衰、文明論や諸文明の拮抗・対立、あるいは歴史終焉論というふうに姿を変えながらも、根強い影響を与えつづけているのである。

### ラトゥールの近代化論
人類学者のブルーノ・ラトゥールは「近代」に関する言説から、近代化とは人間的な社会や文化の領域と、非人間な自然界の領域を分離・独立させる「純化」のプロセスと、文化と自然を融合させハイブリッドを生成する「翻訳」のプロセスの実践であると説いた。近代論者は「純化」こそが近代化であると唱え推進しているものの、水面下では常に「翻訳」が行われており、近代化されているとされる西欧社会も実際には理念通りの近代には到達していないし、今後も到達することはないと論じた。ラトゥールは近代 - 前近代という直線的な相対化に疑問を呈し、近代化の過程で生じるハイブリッドを評価することで「近代人」という虚構を脱却する、「非近代人」という立場を提唱した。

## 産業化と近代化
近代化とは、産業化を中心として、それに関連した政治的・社会的・心理的その他、さまざまな変化の総体を指す。産業化は、ニュートンの科学革命以来の科学技術の成果を系統的・累積的に活用して、生産力はじめ環境をコントロールする能力を高めていく過程でもあり、その本格化は18世紀後半のイギリスに始まった。いわゆる産業革命である。やがて、その動きはヨーロッパ大陸や北アメリカに伝わり、19世紀後半から20世紀初頭にかけてはロシアや東欧、日本もその動きに加わって、20世紀後半には全世界を覆うこととなった。

## 18世紀
16世紀から17世紀にかけてのヨーロッパでは、イタリア戦争やユグノー戦争、三十年戦争など各地で戦争がつづいたが、その間、強国は領土を広げ、財政と軍備を整えて、海外に進出して、植民地を広げた。こうしたなか、新しい国際秩序ができあがった。ウェストファリア条約体制（主権国家体制）がそれであり、そこでは主権を主張する国は、宗教や文化の違いをこえて対等な外交交渉をおこない、戦争のルールを定め、勢力の均衡をはかった。また、ウェストファリア条約では、神聖ローマ帝国内の各領邦は主権を認められ、オランダとスイスの独立も正式に承認された。

### オランダの独立と勃興

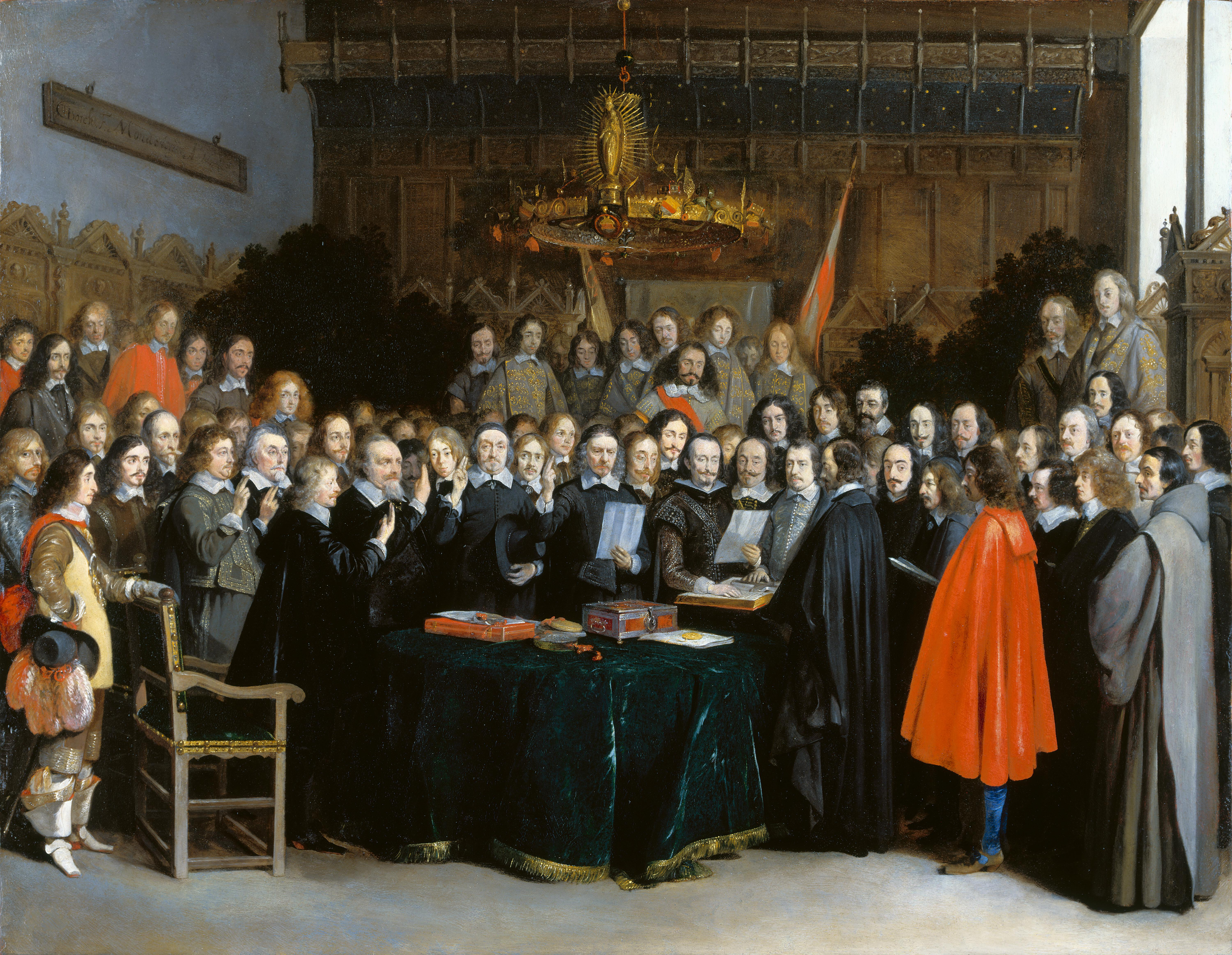
ウェストファリア条約（ミュンスター条約）締結の図（ヘラルト・テル・ボルフ画）

15世紀以来ハプスブルク家の所領で、カルロス1世・フェリペ2世の時代を通してスペイン領となっていたネーデルラント17州では1568年より八十年戦争（－1648年）がはじまった。
16世紀前半のイギリスやフランスのカトリックに対するスペインの支援は混乱をまねき、属領ネーデルラントの商人や貴族のあいだにはカルヴァン派の信仰が浸透して、かれらはゴイセン（乞食）と呼ばれた。そもそもスペイン本国の産業は弱く、アメリカ大陸で獲得した富は毛織物工業で栄えたフランドルへ流出していたのである。
八十年戦争の勃発は、スペインにとって1587年の無敵艦隊の敗北とともに没落の契機となった。それに代わり世界の海上権を握ったのが1581年に独立を宣言し、三十年戦争後のウェストファリア条約（1648年）で独立が正式に各国により承認されたオランダ（ネーデルラント連邦共和国）であった。
共和政をとったオランダは1602年にオランダ東インド会社を設立して、ジャワ、スマトラ、モルッカを植民地とし、香料貿易をさかんにおこなって、その拠点をバタヴィアに置いた（1619年）。さらに、台湾南部のゼーランディア城（1624年）、北米のニューアムステルダム（1626年、オランダ西インド会社の設立は1621年）、南アフリカのケープ植民地（1652年）、南アジアではセイロン島のコロンボ（1656年）などを拠点に海外に勢力を拡大する。これによってアムステルダムはリスボンに代わって西ヨーロッパ最大の商業・金融都市として発展した。
タスマンによる南太平洋探検（1642年〜1644年）もおこなわれ、日本に対しては1609年に平戸に商館を置き、1639年のポルトガル船来航禁止（鎖国の完成）以後はヨーロッパで唯一の貿易国として長崎での対日貿易を独占した。

### イギリス議会王政と産業革命

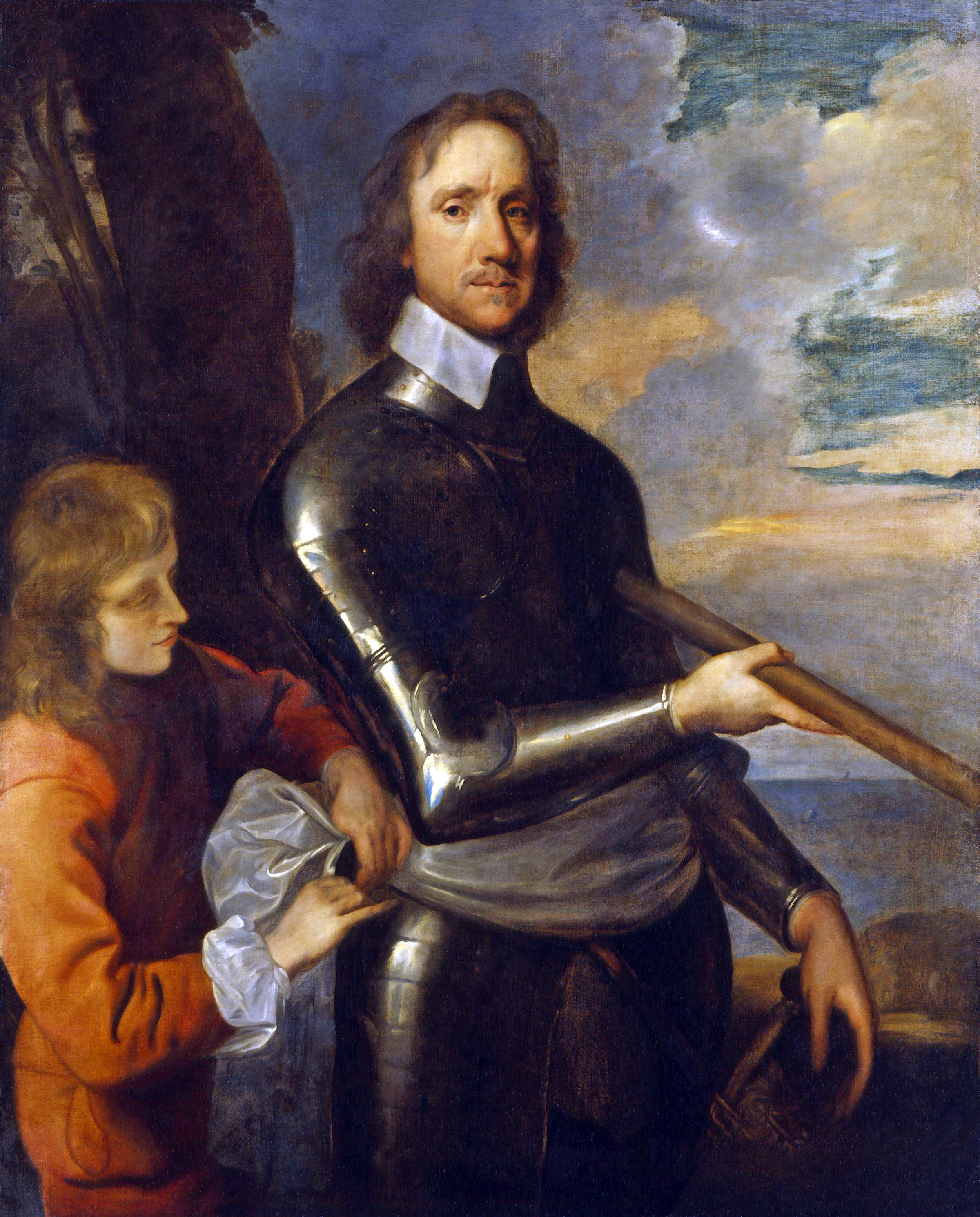
オリヴァー・クロムウェル

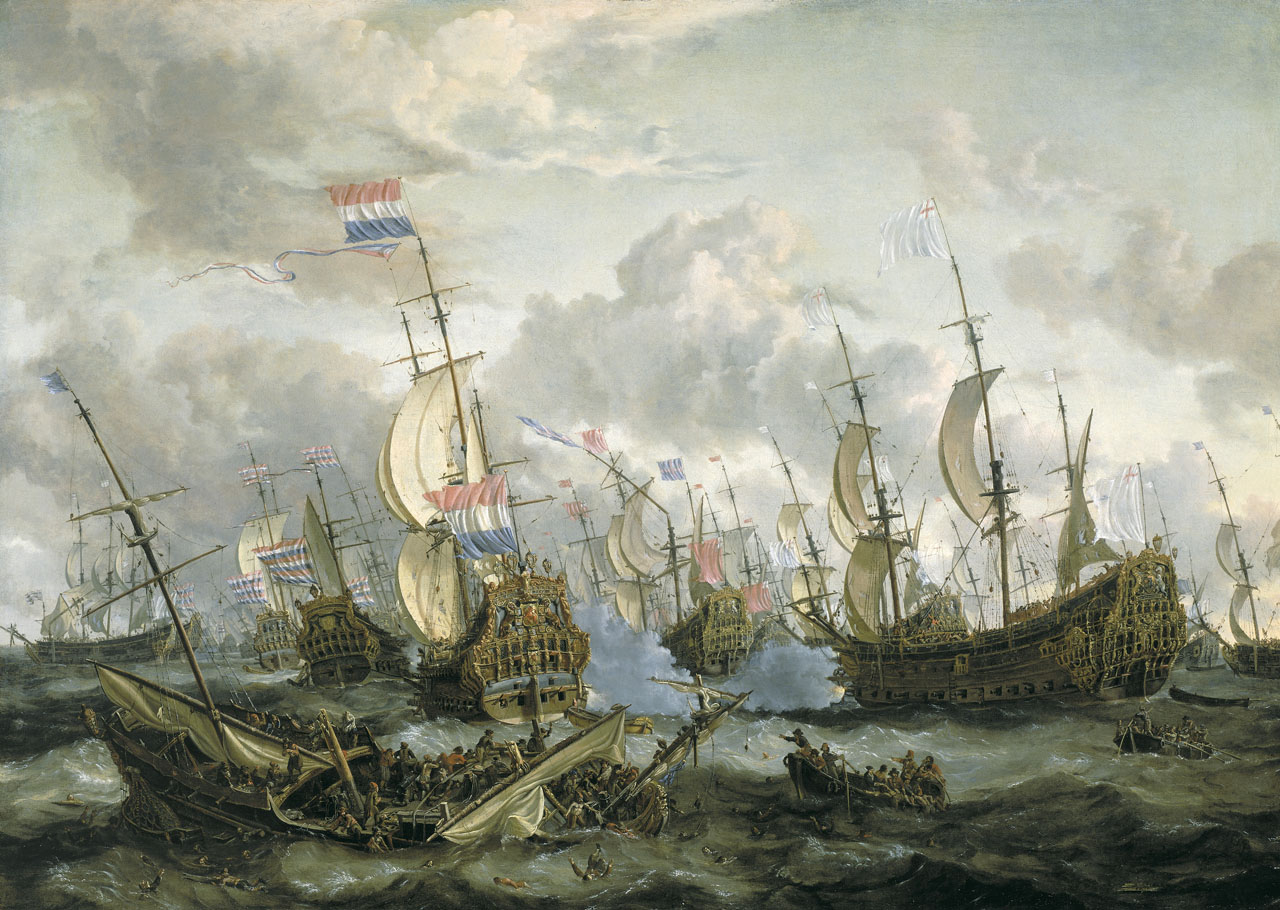
第2次英蘭戦争中の1666年6月11-14日の海戦（エイブラハム・ストーク画）

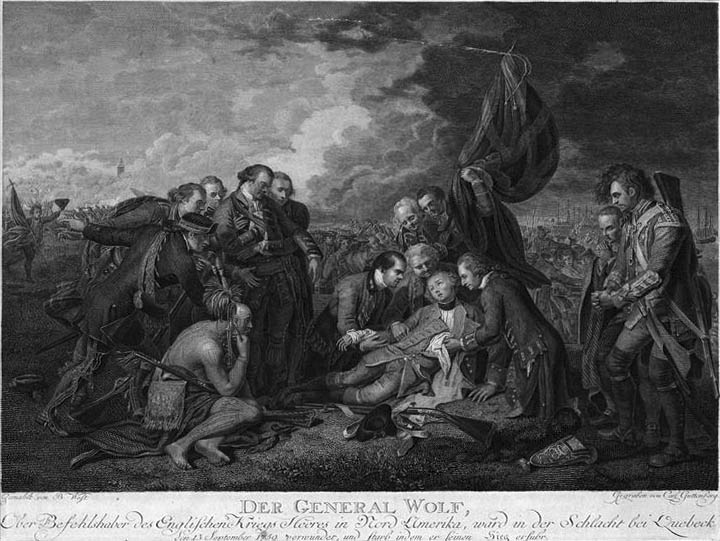
アブラハム平原の戦いで倒れるウルフ将軍（フレンチ・インディアン戦争）

イングランドでは処女王エリザベスに後継者がなかったことから、スコットランドよりスチュアート家のジェームズ6世をイングランド王として招いた（ジェームズ1世）。しかし、王権神授説の信奉者である王と議会とはしばしば対立し、1621年には「議会の大抗議」が起こっている。一方、1623年にはアンボイナ事件が起こってマラッカ以東のイングランド勢力がオランダ勢力によって駆逐され、同年、日本との交易からも撤退している。これ以後、イングランドはインドと北米大陸への進出に専念するようになる。
次のチャールズ1世の代になっても権利の請願（1628年）、スコットランド反乱（1639年）、議会の大諫奏（1641年）など政治の混迷は続き、王と議会の対立はついに内戦へと発展（ピューリタン革命）、1649年には国王チャールズ1世が処刑されてオリバー・クロムウェルによる共和政が始まった。
クロムウェルは、さまざまな特権や産業統制を廃止して商工業の発展に努力し、なかでも1651年にはオランダの仲介貿易における覇権の打倒を企図して航海条例を発布し、英蘭戦争（第1次）（1652年－1653年）を引き起こしてオランダの海上権に打撃を与えた。
王政復古後、英軍が北米オランダ植民地ニューアムステルダムを占領したことを発端として、チャールズ2世を戴くイングランドとヨハン・デ・ウィット率いるオランダとの間で第2次英蘭戦争（1665年－1667年）が起こった。戦争の結果、ニューアムステルダムはイングランド領となり（現ニューヨーク）、オランダは北米における拠点を失うこととなった。これにより、オランダは大西洋における海上権を失い、転落傾向をみせはじめる。
その後、イギリスでは名誉革命（1688年）が起こり、ステュアート朝のジェームズ2世が王位から追放され、議会は、ジェームズ2世の娘で熱心なプロテスタントであったメアリーとその夫でオランダ統領のウィリアム3世をイングランド王として即位させた。2人は、王位に対する議会の優位を認めた「権利の宣言」に署名し、1689年「権利の章典」として発布された。権利の章典は王の専制を排除する近代的な議会制民主主義を確立するできごととして、イギリス史上高く評価される。議会王政の始まりである。
1689年以降、イギリスはフランスとの間で第2次百年戦争とよばれる長い対立抗争の時代をむかえ、ヨーロッパのみならず北米やインドでしばしば戦争が繰り返された。イギリスは、この一連の戦いのなかで、
1. 議会の承認により税収のほとんどを軍事費に投入できた
2. 議会が保証するイギリス国債の信用が高く、臨時の資金調達能力もすぐれていた
3. アンシャン・レジーム下のフランスでは徴税権をもつ貴族が多く、国庫収入が少なかった

などの理由、すなわち国力としては必ずしもフランスに及ばなかったが、戦費調達能力においてフランスのそれを大きく上回っていたために戦争を優位に進めることができたのである。
そのいっぽうで、イギリスでは大航海時代以来の大西洋三角貿易によって国内の資本蓄積が進み、第2次エンクロージャーによって農村から流入した労働力と「プロト工業化」と称される農村の工業化によって、その産業構造は産業革命の進展を支えるほどに醸成されていた。

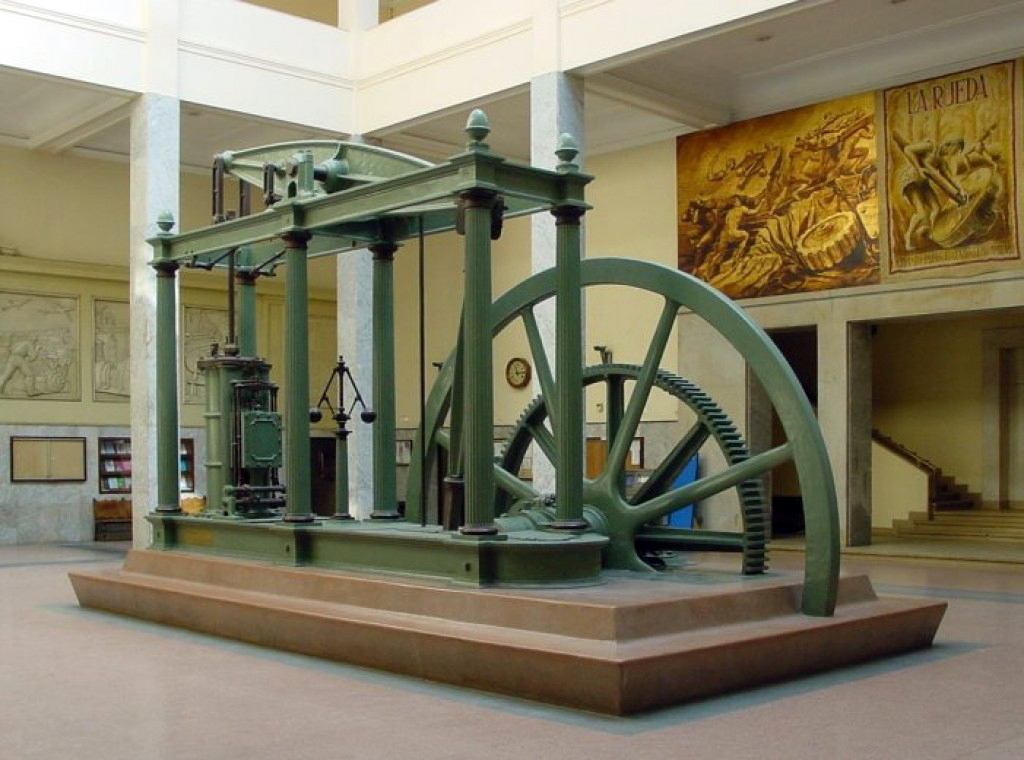
ワットの改良蒸気機関

毛織物工業などによる資本の蓄積が大西洋三角貿易によって加速すると、マニュファクチュア的工業生産にも技術革新が要求された。ダービー父子のコークス製鉄法やジェームズ・ワットによる蒸気機関の改良などがそれである。また、1764年のハーグリーブズのジェニー紡績機、1769年のリチャード・アークライトの水力紡績機、1779年のクロンプトンのミュール紡績機など、相次いで紡織機の改良がなされた。これらは、インド産の綿花を原料としていた。
イギリスで産業革命が始まった要因として、通常は、原料供給地および市場としての植民地の存在、ピューリタン革命・名誉革命による政治的・法的な環境、蓄積された資本ないし資金調達が容易な環境、金融経済の発達および農業革命によってもたらされた労働力などがあげられる。
ただし実際には、これらの条件の多くはフランスでも大差がなかった。決定的に違うものがあるとすれば、それは植民地の広がりであった。イギリス産業革命は1760年代に始まるとされることが多いが、七年戦争（北米ではフレンチ・インディアン戦争）が終結し、アメリカやインドにおけるイギリスの優位が決定づけられたのは1763年のパリ条約であった。植民地自体は以前から存在していたので、1763年の時点でイギリスが一挙に市場や原料供給地を得たというよりは、フランスが産業革命の先陣を切るために必要な市場、および原料供給地を失ってしまったという見方が可能である。大西洋経済こそ、産業革命の生みの親だったのである。いずれにせよ、イギリスはフランスに先んじて産業革命を開始し、一体化しつつあった地球上の他の全ての国家に対し、一定の有利な位置を占めることとなった。これが第一次大英帝国である。

### アメリカ独立とフランス革命
産業化とならぶ近代化の特徴としては、ナショナリズムと平等化、民主化をあげることができる。ナショナリズムとは、国家を自分たちのものであると考え、愛する態度を意味している。それは、西ヨーロッパで11世紀以来200年にわたった十字軍や、フランス王位継承に端を発した14世紀から15世紀にかけて英仏で争われた百年戦争、さらにイタリア戦争や三十年戦争などによって諸侯や騎士が没落して封建制が衰退し、王権が拡大して、主権国家が形成されるとともに次第に芽生えてきたものである。ことにイギリスとフランスでは、百年戦争を通じてナショナリズムの感情が鍛えられた。上述したオランダ独立戦争も、宗教戦争、経済闘争であると同時に、一種のナショナリズムの芽生えと見なすことができる。
こうしたナショナリズムがきわめて明確なかたちで表現されるようになったのが18世紀後半のアメリカ独立革命とフランス革命であり、そこでは多くの血が流された。

フィラデルフィアで開催された第二次大陸会議でアメリカ独立宣言草稿を提出する五人委員会のメンバー（ジョン・トランブル画『独立宣言』）

「バスティーユ襲撃」（“La Prise de la Bastille”）

アメリカ独立革命では、独立戦争によって、13植民地の人びとはイギリスの支配を拒否しアメリカを政治的独立に導くことに成功した。1775年、革命派は13植民地政府の全てを掌握するとともに、政治と立法をおもに担当する第二次大陸会議、および軍事を担当する大陸軍を発足させた。1776年には、基本的人権と革命権に関する前文、国王の暴政と本国議会・本国人への苦情に関する28か条の本文、そして独立を宣言する結語から構成されるアメリカ独立宣言を発した。なかでも、「全ての人間は平等に造られている」と謳い、不可侵・不可譲の自然権として「生命、自由、幸福の追求」の権利を掲げた前文は、アメリカ独立革命の理論的根拠を要約し、のちの思想にも大きな影響を与えた。
フランス革命では自由・平等・同胞愛の近代市民主義の諸原理が掲げられ、その後の市民社会や民主主義の土台となった。ラファイエットによって起草されたフランス人権宣言では、人民主権と機会均等の教義、個人主義、ルソーによって理論化された社会契約の思想、モンテスキューによって支持された権力分立といった啓蒙時代の哲学的、政治学的諸原理が盛り込まれた。
フランス革命のさなかに歌われた「ラ・マルセイエーズ」はきわめて愛国主義的な内容の歌詞であり、のちにフランス国歌となった。また、フランス革命期およびそれ以降、「国民（ナシオン）」という言葉はきわめて多用されるようになったことからも、それがいっぽうでは国民国家形成への血のにじむ営みであったことがわかる。
その後、「フランス革命の申し子」ナポレオン・ボナパルトによってフランス民法典がまとめられ、一方ではその軍事力によるヨーロッパ支配が試みられた。ナポレオン戦争である。ナポレオンの野望であるヨーロッパ統一国家の構想は、かれの敗北によって瓦解したが、ナポレオン戦争の過程で、民主主義、近代法、特権階級の廃止などのフランス革命思想が、ヨーロッパ各地やラテンアメリカへ伝播した。民法典は、旧体制の復活の後も各国に残された。
同時に、ナポレオンの試みへの抵抗を通じて民族主義とナショナリズムの思潮がヨーロッパ全域に広まった。これはのちのヨーロッパの歴史を大きく変え、その後100年の間に、ヨーロッパ諸国は封建領主の領土を単位とした領域から国民国家（ネーション・ステイト）へと大きく変貌を遂げた。また、国家を自分たちのものと考える姿勢は、自分たちも国政に参加し、国家の発展に貢献しようという意欲を促す。その意味で、ナショナリズムは平等化と民主化をともなうものであったのである。これらは、1848年革命へとつながる諸要素となっていった。

## 19世紀

### イタリアとドイツの統一

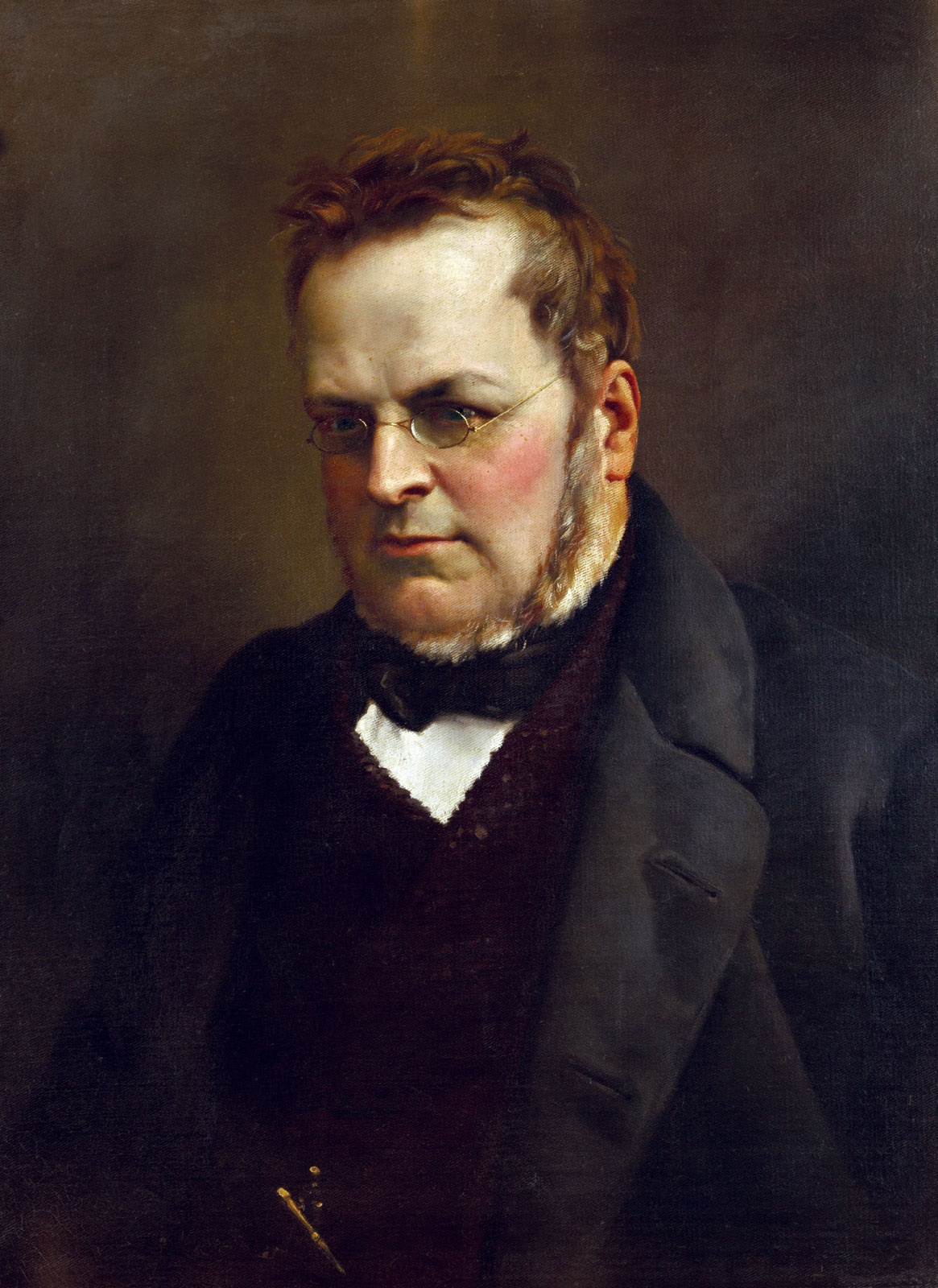
カミッロ・カヴール

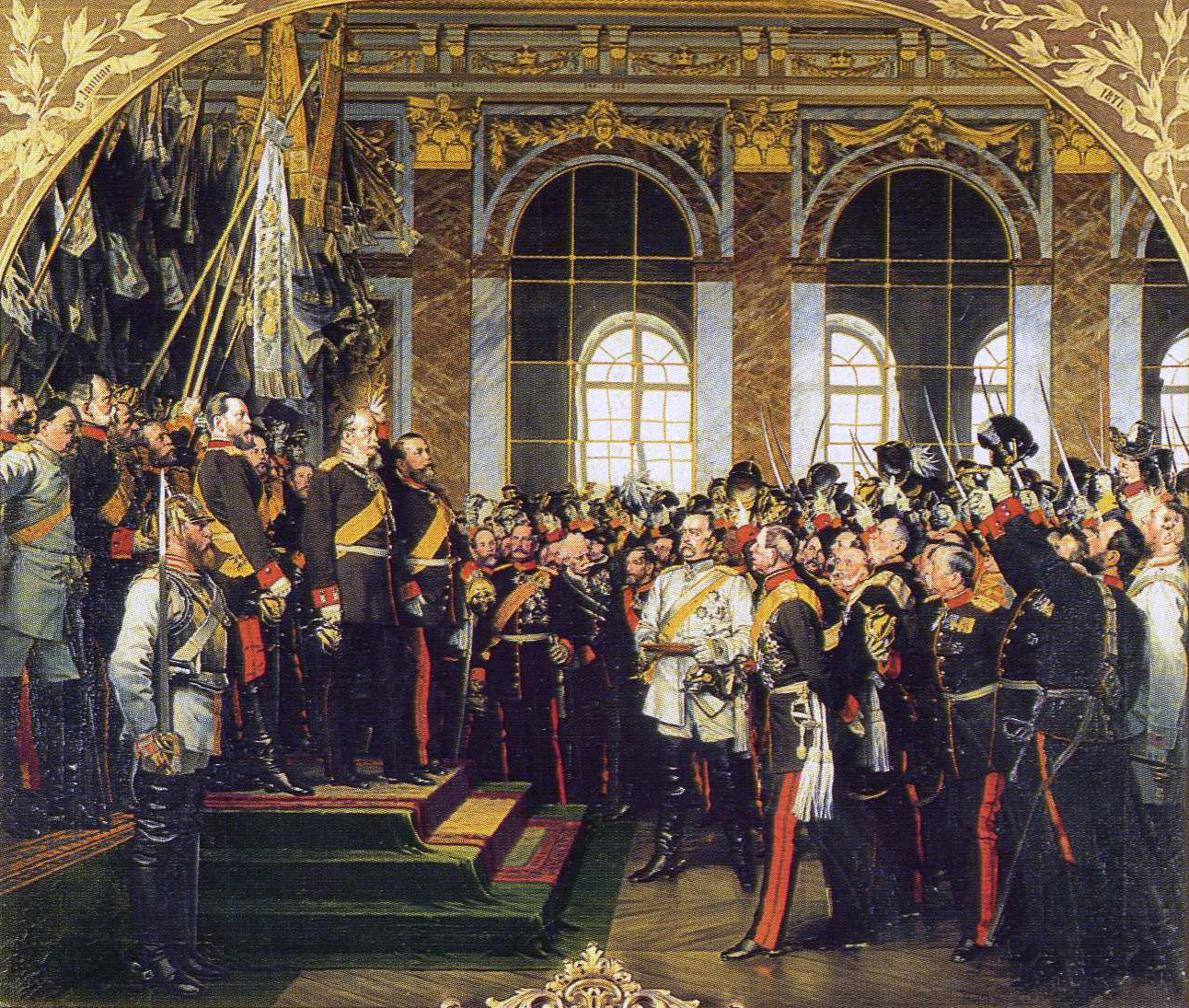
ヴェルサイユ宮殿、鏡の間にて戴冠するヴィルヘルム1世。中央の白い服の人物はビスマルク

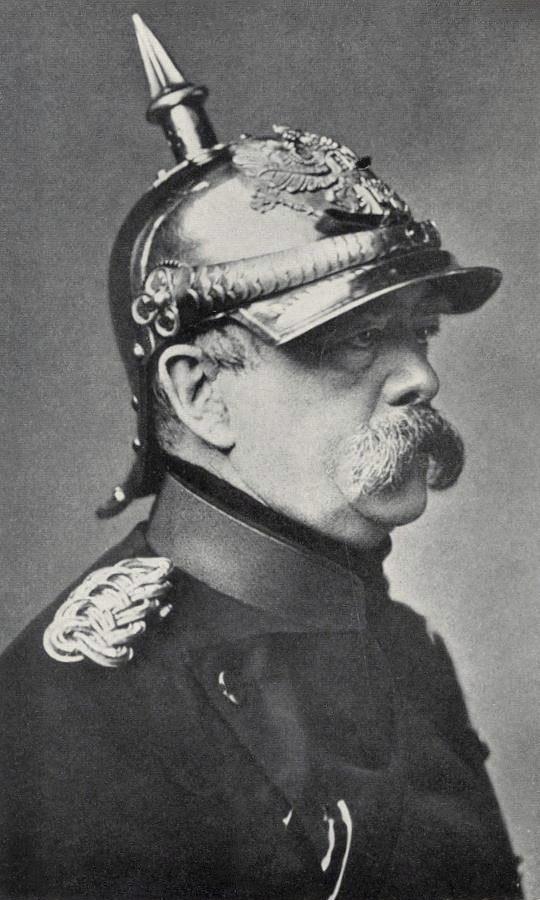
ビスマルク

中世から分裂していたイタリアでは、近代化の進んでいた北部を中心とするサルデーニャ王国の首相カミッロ・カヴールが、1848年以前から自由主義による統一運動（リソルジメント）を進め、民衆と結ぶジュゼッペ・ガリバルディらの急進派の運動とも合流した。クリミア戦争後の国際環境の変化によって、フランスやオーストリアとの交渉も進み、1861年、サルデーニャ王のヴィットーリオ・エマヌエーレ2世が初代国王となってイタリア王国が成立した。しかし、統一国家の形はできあがったものの、北部と南部とでは経済も文化も異なり、ひとつの国民を形成するのは必ずしも容易ではなかった。
17世紀以来事実上の分裂状態にあったドイツでも、プロイセン王国首相オットー・フォン・ビスマルクがドイツ諸邦最大の国家でありながら非ドイツ系住民を多数包含するオーストリア帝国を排除してプロイセン中心の小ドイツ主義にもとづく君主制ドイツによる統一を目指した。ドイツは、19世紀なかばには産業革命が進んでいたが、プロイセンの軍事や政治を支配したのは東部の農場領主ユンカーであった。首相ビスマルクは有名な鉄血演説をおこなってドイツ統一のために軍備拡張政策を追求することを宣言したが、多くのユンカーもまた、これを支持した。
なお、ドイツにおける産業革命はドイツ関税同盟などを背景に経済的な領域を確立したうえでの工業化であった。以下のような諸特徴を有する。
1. 銀行資本の出資による積極的な拡張投資：ハイペースな事業拡大
2. 独占企業の発生：シェアと利潤の確保
3. 研究に基づく技術革新：科学者との協力で技術を生み出す

ビスマルクは、プロイセン主導の統一に消極的でカトリックの勢力の強いバイエルン王国など、南西ドイツ4領邦を新生ドイツに編入するため、宗教を超えた国民主義の利用を考えた。折しもスペインの王位継承問題に、ともに利害と関心を持っていたフランスとの関係を悪化させ、エムス電報事件をきっかけにフランス皇帝ナポレオン3世との間に戦端をひらいた（普仏戦争）。フランスに勝利したプロイセンは、1871年、パリを占領してヴェルサイユ宮殿の「鏡の間」でドイツ帝国の成立を宣言した。
ドイツ帝国は、諸邦の自立性を認める連邦制の立憲君主国であった。経済発展にささえられ、ビスマルクは重化学工業と農業の利害を調整し、カトリックを冷遇し、社会主義者を敵視しつつも、いっぽうでは社会保障も進め、国内の安定と列強の勢力均衡、なかんづくフランスの孤立をねらう外交政策を採用した。また、国家が化学をはじめとする自然科学や医学、軍事技術の開発を積極的に助成したので、ドイツの諸学問は当時の世界の最高水準に達した。
イタリアやドイツの近代化は「上からの近代化」の典型と呼ばれる。特に発展著しい新生ドイツの方針や政策は、明治維新以来まだ日の浅い当時の日本の指導者に大きな影響をおよぼした。
政府首脳部をともなった岩倉使節団はビスマルクの主張に感銘を受け、以後、明治政府はドイツの法学者、医学者、科学者などをお雇い外国人として招き、その一方でドイツにも数多くの留学生を派遣した。また、のちに初代内閣総理大臣となった伊藤博文も大日本帝国憲法の制定の際、プロイセン憲法を参照したことはよく知られている。

### ロシアの近代化とソ連一国社会主義
ロシア革命、ロシア内戦を経て1922年に成立したソヴィエト社会主義共和国連邦（ソビエト連邦）の存在は、それまで資本主義列強によって形成されてきた世界資本主義に対し背を向けるものであり、なかでもヨシフ・スターリンによる一国社会主義路線の確立は、アンチ資本主義を国是とする政権の誕生を意味していた。
しかし、ソ連は第二次産業革命という経済上の機軸から決して大きく逸脱したものではなかった。
市場経済ではなく国家による計画経済であり、また、軍需産業重視のため豊かなアメリカ的生活スタイルともかけ離れており、さらには、政治的民主主義も無きに等しかったが、先進資本主義諸国と軍事的に競争できる産業化、あるいは国民を広汎に動員できる大衆性などの点においては確かに20世紀の特質をそなえていたのである。
したがって、ソ連の存在は欧米諸国や日本とは異なった行き方で第二次産業革命を達成したものととらえることが可能であり、その点で第二次世界大戦後に独立を果たしたアジア・アフリカ諸国にとっては一種の近代化のモデルとしてアピールしたのであった。

## アジアの近代化

### 日本の近代化
明治維新以降、日本は欧米先進国の文物や制度を導入（文明開化）し、独立を保ちながらも条約改正の努力を行い、国際的地位の上昇を図りつつ不平等条約を改正していくことを目指した。
開国直後の江戸時代末期・幕末に幕府や雄藩が近代化の取り組みを始め、明治政府の主導により「上からの近代化」が推し進められた。官営工場を建設し、江戸時代から継続する三井・三菱・住友などの商業資本を土台にしつつ、日清戦争期に軽工業を、日露戦争期に重化学工業を発達させた。併せて明治文化も参照。
非ヨーロッパ国として憲法を制定し、日露戦争に勝利したことで、当時の先進国にあたる列強の1つ（五大国）と呼ばれるようになり、大正デモクラシーなど自由な気風がみられる時期もあった。併せて大正ロマンや昭和モダン、戦間期も参照。
しかし、スペインかぜの感染爆発、第一次大戦後の戦後恐慌、関東大震災や昭和金融恐慌などが立て続けに起き、日本経済が弱体化し、軍部が支持を集めて日本は第二次世界大戦へと突き進んだ。
第二次世界敗戦により日本工業は壊滅状態に陥ったが、敗戦後の1946年（昭和21年）から1951年（昭和26の）の間に、アメリカの「占領地域救済政府資金」（GARIOA）と「占領地域経済復興資金」（EROA）から約18億6000万ドルのODAを受けた(1973年完済）。カナダ、メキシコ、チリ、ブラジル、アルゼンチン、ペルーなどからも生活物資や食料などが援助されている。
朝鮮戦争の軍需（特需景気）により復興の糸口を掴み、1953年（昭和28年）には、世界銀行から多国間援助である有償資金を調達し、東海道新幹線、東名高速道路などの建設を開始し、高度経済成長を実現した。1968年（昭和43年）にはアメリカに次ぐ経済大国となり、再び先進国入りを果たした。

### 韓国の近代化
韓国の近代化は19世紀に日本によってもたらされた。甲午改革など李朝末期の近代化改革はいずれも政治的変動により挫折、日本の統治時代に入って本格的な工業化が進められた。
朝鮮総督府の施策は伝統的な朝鮮社会の在り方を大きく変え、1930年代以降は日本の財閥資本の進出により朝鮮半島北部を中心に工業化が進行した。しかし、第二次世界大戦後の連合国占領で産業インフラの多くが米ソに接収され、韓国独立後に残された数少ない資本も朝鮮戦争で壊滅した。また、日本統治時代に形成された工業地帯は、南北分断によって北朝鮮の統治区域となっていたため、5・16軍事クーデターが発生した1961年時点で、農業国の韓国はGNPが現在のバングラデシュやエチオピアと同水準の80ドル程度であった。
1950年代に、韓国を「反共の防波堤」と見做したアメリカからの対外援助を受け、韓国は三白産業（製糖、製粉、綿紡績）を中心とした軽工業が発展したが、脆弱な国内市場と対外援助の減少により、1950年代末には挫折を余儀なくされた。1960年代以降、朴正煕政権は外資の導入と輸出主導型経済を志向し、日本を中心とした外国からの政府開発援助によるインフラ整備と、外資との合弁による重工業化を推進することになった。
結果、現代・三星・大宇などの財閥が形成された。農村においても、セマウル運動を手始めに、農業の近代化政策が進められた。これらの輸出主導型の経済成長は「ウォン安・ドル安・原油安」に支えられており、韓国は「漢江の奇跡」と呼ばれる経済成長を遂げて1996年に経済協力開発機構（OECD）加盟を果たした。